# Haz de planos

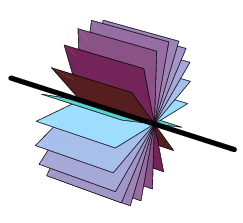
Haz de planos

Un haz de planos es un conjunto formado por infinitos planos, que tienen una recta en común (haz propio) o que son paralelos entre sí (haz impropio).

## Ecuación de un haz de planos
Un conjunto de planos tiene una ecuación similar a la de un plano, con todos sus coeficientes determinados, excepto un parámetro libre {\displaystyle k} de primer grado. A cada valor del parámetro le corresponde a un plano del haz: 
{\displaystyle a(k)x+b(k)y+c(k)z+d(k)=0} .
En el caso de un haz propio, siempre es posible realizar un agrupamiento parcial del parámetro {\displaystyle k} para separar la ecuación del plano de la siguiente manera: 
{\displaystyle a_{1}x+b_{1}y+c_{1}z+d_{1}+k(a_{2}x+b_{2}y+c_{2}z+d_{2})=0} ;
para obtener dos planos: 
{\displaystyle {\begin{matrix}\Pi _{1}:&a_{1}x+b_{1}y+c_{1}z+d_{1}=0\\\Pi _{2}:&a_{2}x+b_{2}y+c_{2}z+d_{2}=0\end{matrix}}}
que se llaman generadores del haz e identifican la línea recta que pertenece a todos los planos del haz. {\displaystyle \Pi _{1}} se obtiene haciendo {\displaystyle k=0} mientras que {\displaystyle \Pi _{2}}, aunque pertenece al haz, no puede obtenerse para ningún valor real atribuible al parámetro, sino que solo puede aproximarse a través de los planos obtenidos para valores muy grandes de {\displaystyle k} . 
Un haz impropio está formado por planos paralelos entre sí, con la misma normal en común. Por lo tanto, el parámetro {\displaystyle k} aparece solo en el término conocido. En este caso, es posible tomar dos planos pertenecientes al haz como generadores.

## Combinación lineal de planos
La definición más general de un haz de planos utiliza un parámetro proyectivo real: dados los dos planos {\displaystyle \Pi _{1}} y {\displaystyle \Pi _{2}} de ecuaciones: 
{\displaystyle {\begin{matrix}\Pi _{1}:&a_{1}x+b_{1}y+c_{1}z+d_{1}=0\\\Pi _{2}:&a_{2}x+b_{2}y+c_{2}z+d_{2}=0\end{matrix}}} ,
el conjunto de planos que generan está definido por la combinación lineal de las dos ecuaciones: 
{\displaystyle \mu (a_{1}x+b_{1}y+c_{1}z+d_{1})+\lambda (a_{2}x+b_{2}y+c_{2}z+d_{2})=0} ,
donde {\displaystyle \mu } y {\displaystyle \lambda } son dos parámetros reales, ambos no nulos. Si los dos planos del generador son paralelos, se obtiene un haz impropio; de lo contrario, se obtiene un haz propio cuyos planos tienen en común la línea recta identificada por los dos generadores. 
A diferencia de las ecuaciones anteriores, esta última contiene todos los planos del haz. Siendo {\displaystyle \mu \neq 0}, cada par {\displaystyle (\lambda ,\mu )} con la misma relación {\displaystyle {\frac {\lambda }{\mu }}} identifica el mismo haz y puede identificarse por el parámetro único {\displaystyle k={\frac {\lambda }{\mu }}\in \mathbb {R} } . El par de parámetros se puede considerar como un parámetro único en el plano proyectivo. {\displaystyle [\lambda ,\mu ]\in \mathbb {P} } . 

## Sección plana de un haz de planos
La intersección de un haz de planos con un plano que no pertenece al haz es un haz de líneas rectas. Si el conjunto de planos es propio (con una línea recta común), el conjunto de líneas rectas obtenido también es propio (posee un punto común); si, en cambio, el conjunto de planos es impropio (planos paralelos), el conjunto correspondiente de líneas rectas es improio (líneas rectas paralelas).